# Vincent Voss
Vincent Voss (* 1972 in Hamburg) ist ein deutscher Schriftsteller.

## Leben und Werk
Vincent Voss hat Kulturwissenschaften mit dem Schwerpunkt Technikforschung und interkulturellem Umgang mit dem Tod an der Universität Hamburg studiert. Er arbeitet in der Verwaltung in einer Koordinierungsstelle für Integration und lebt in Wakendorf II.
Seine Romane und Kurzgeschichten sind überwiegend im Horror-Genre angesiedelt, er schreibt aber auch Fantasy und Science-Fiction. Mehrere seiner Werke wurden bereits mit dem Vincent-Preis ausgezeichnet, 2015 erreichte er mit der Kurzgeschichte Bullet den 5. Platz des Kurd-Laßwitz-Preises.
Er ist Mitglied im Phantastik-Autoren-Netzwerk.

## Romane und Novellen
- 172,3, Luzifer Verlag 2012, ISBN 978-3-943408-06-5.
- Faulfleisch, Verlag Torsten Low 2012, ISBN 978-3-940036-17-9.
- Töte John Bender!, Luzifer Verlag 2013, ISBN  978-3-943408-13-3.
- Ich bin böse!, Bastei-Lübbe 2014, ISBN 978-3-8387-5003-3.
- Tödlicher Gruß, Bastei-Lübbe 2014, ISBN 978-3-7325-0387-2.
- Wasser, Verlag Torsten Low 2015, ISBN 978-3-940036-31-5.
- Du darfst mich nicht finden, Bastei-Lübbe 2015, ISBN 978-3-7325-0931-7.
- Tag 78, Amrûn Verlag 2015, ISBN 978-3-95869-236-7.
- Ruf der Dunkelheit mit Constantin Dupien, Selfpublishing 2015
- Frischfleisch – Nullpersonen, Verlag Torsten Low 2016, ISBN 978-3-940036-38-4.
- Alles zum Schein, Feder & Schwert 2018, ISBN 978-3-86762-329-2.
- Infiltriert, Verlag Torsten Low 2019, ISBN 978-3-940036-50-6.
- Im Eis, Verlag Torsten Low 2021, ISBN 978-3-96629-018-0.
- Der Fliegenmann, Verlag Torsten Low 2023, ISBN 978-3-96629-029-6.

## Preise und Nominierungen
- 2011: 3. Platz beim Vincent-Preis in der Kategorie "Beste Horror-Kurzgeschichte" für Jack Headshot und die Geschichte der Tränensteine.
- 2012: 4. Platz beim Vincent-Preis in der Kategorie "Bester deutschsprachiger Horror-Roman" für 172,3.
- 2012: 4. Platz beim Vincent-Preis in der Kategorie "Beste Horror-Kurzgeschichte" für 101112.
- 2013: 4. Platz beim Vincent-Preis in der Kategorie "Bester deutschsprachiger Horror-Roman" für Töte John Bender.
- 2013: Sieger beim Vincent-Preis in der Kategorie "Beste Horror-Kurzgeschichte" für Eine kurze Geschichte über den Tod und den Untod.
- 2014: 2. Platz beim Vincent-Preis in der Kategorie "Bester deutschsprachiger Horror-Roman" für Ich bin böse!.
- 2015: 2. Platz beim Vincent-Preis in der Kategorie "Bester deutschsprachiger Horror-Roman" für Wasser.
- 2015: 5. Platz beim Kurd-Laßwitz-Preis in der Kategorie "Beste deutschsprachige SF-Erzählung" für Bullet.[3]
- 2016: Sieger beim Vincent-Preis in der Kategorie "Bester deutschsprachiger Horror-Roman" für Frischfleisch.
- 2018: 2. Platz beim Vincent-Preis in der Kategorie "Beste Horror-Kurzgeschichte" für Mind Fuck.
- 2021: Sieger beim Vincent-Preis in der Kategorie "Bester deutschsprachiger Horror-Roman" für Im Eis.